# Ophiomyia thalictricaulis
Ophiomyia thalictricaulis este o specie de muște din genul Ophiomyia, familia Agromyzidae, descrisă de Erich Martin Hering în anul 1962.
Este endemică în Germania. Conform Catalogue of Life specia Ophiomyia thalictricaulis nu are subspecii cunoscute.